# 長臀鴨嘴蜥魚
長臀鴨嘴蜥魚（学名：Uncisudis advena）為輻鰭魚綱仙女魚目帆蜥魚亞目魣蜥魚科的一種，分布於中西大西洋墨西哥灣東部及佛羅里達海域，深度813-997公尺，體長可達6.2公分，棲息在中層水域，屬肉食性，生活習性不明。